# 박석원 (아나운서)
박석원(1986년 8월 12일 ~ )은 대한민국의 앵커이다. 현재 거주지는 서울특별시이다.

## 경력
- 2014년 ~ 현재 : YTN 앵커 (YTN 24)

## 진행 프로그램
- 2015년 ~ 2016년 YTN 사이언스 우리 학교 퀴즈왕 킹왕짱
- 2018년 ~ 2019년, 2022년 ~ 2023년 YTN 뉴스 Q (YTN) (YTN 24)
- 2021년 ~ 2022년 YTN 더 뉴스 (YTN 24)
- 2023년 ~ 2024년 YTN 뉴스N이슈 (YTN 24)
- 2024년 ~ YTN YTN 뉴스퀘어 10AM (YTN 24)